# Angélica Palma

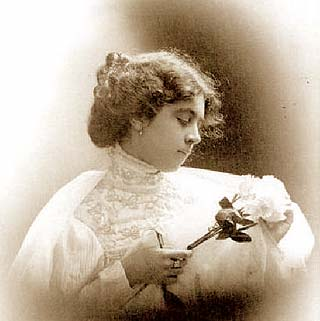
Angélica

Angélica Palma y Román (Lima, 1878 – Rosario, 1935) là một nhà văn, nhà báo và nhà viết tiểu sử người Peru

## Cuộc sống cá nhân
Angélica Palma là con gái của nhà văn và học giả nổi tiếng người Peru, Ricardo Palma và Cristina Román Olivier. Anh trai của bà Clemente Palma cũng là một nhà văn nổi tiếng người Peru. Bà học tiểu học tại một trường được điều hành bởi Teresa González de Fanning. Bà tiếp tục việc học của mình dưới sự giám sát của cha bà, người giữ vị trí giám đốc của Thư viện Quốc gia Peru.
Năm 1892, bà và anh trai của mình, ông Ricardo Palma đi cùng cha của họ trong một chuyến đi đến Tây Ban Nha, nơi ông đại diện cho Peru tại Đại hội Quốc tế Người Mỹ lần thứ IX.
Khi cha bà mất vào năm 1919, Angélica và hai chị em Augusta và Renée đã xuất bản tác phẩm chính của cha họ, Tradiciones Peruanas. Bà đã lựa chọn trong các tác phẩm của cha để xuất bản dưới tựa đề ‘’El Palma de la Juventud’’ (The Palm of Youth) ở Lima năm 1921. Cuốn sách này là một đóng góp đáng chú ý cho văn học thiếu nhi của Peru.
Bà cộng tác với nhiều ấn phẩm khác nhau ở Peru như Prisma, El Comercio, Variedades, La Crónica cho đến khi tới Tây Ban Nha vào năm 1919.
Từ năm 1921 đến năm 1923, bà sống ở Madrid, nơi bà đã biên tập cho tác phẩm của cha mình là Tradiciones Peruanas (xuất bản tại Madrid từ năm 1921 đến 1925) và đi qua Pháp, Bỉ và Anh.

## Tác phẩm
- Vencida (1918)
- Por senda propia (1921)
- Coloniaje romántico (1923)
- Tiempos de la Patria Vieja (1923)
- Uno de tantos (1926)
- Sombra alucinante (1939)
- Contando cuentos, children's stories (1930)

## Tiểu sử
- Fernán Caballero. La novelista novelable (1931)
- Ricardo Palma (1933)